# Costică Acsinte
Costică Acsinte (pseudonimul lui Constantin Axinte, n. 4 iulie 1897, comuna Perieți, județul Ialomița — d. 7 ianuarie 1984, Slobozia) a fost un fotograf român.

## Viața
Constantin C. Axinte s-a născut la data de 4 iulie 1897, în comuna Perieți, județul Ialomița, fiind al doilea din cei șapte copii ai lui Costache și Maria. Devine cunoscut sub pseudonimul Costică Acsinte, acesta regăsindu-se pe reversul multora dintre fotografiile sale.
Termină clasa a V-a în Perieți, fiind un elev mediocru.
La vârsta de 18 ani a absolvit Școala de Pilotaj de la Cotroceni, București, dar fără a obține licența de pilot (la data de 1 aprilie 1913 România avea doar 20 de piloți licențiați).
Odată cu începerea Primului Război Mondial, Costică Acsinte se înrolează voluntar ca fotograf de război, developând atât fotografiile sale cât și pe cele ale piloților și observatorilor aerieni români, francezi sau în unele cazuri, ruși din grupurile 1 și 3 Aviație. A făcut parte din Secția foto a Escadrilei 1 Aviație.
Experiențele trăite în această perioadă sunt redate de albumul fotografic personal ce conține 84 de pagini și 327 de fotografii, marea majoritate fiind însoțite de o scurtă descriere dactilografiată (albumul mai include desene/schițe, tăieturi din ziare). Printre cei fotografiați se regăsesc: Regele Ferdinand, Regina Maria, Prințul Carol, Generalul Berthelot sau Generalul Eremia Grigorescu.
Axinte Constantin este demobilizat pe data de 15 iunie 1920, cu gradul de sergent.
Între anii 1920–1926 colaborează cu un fotograf necunoscut din București de la care împrumută aparatură și materiale fotografice.

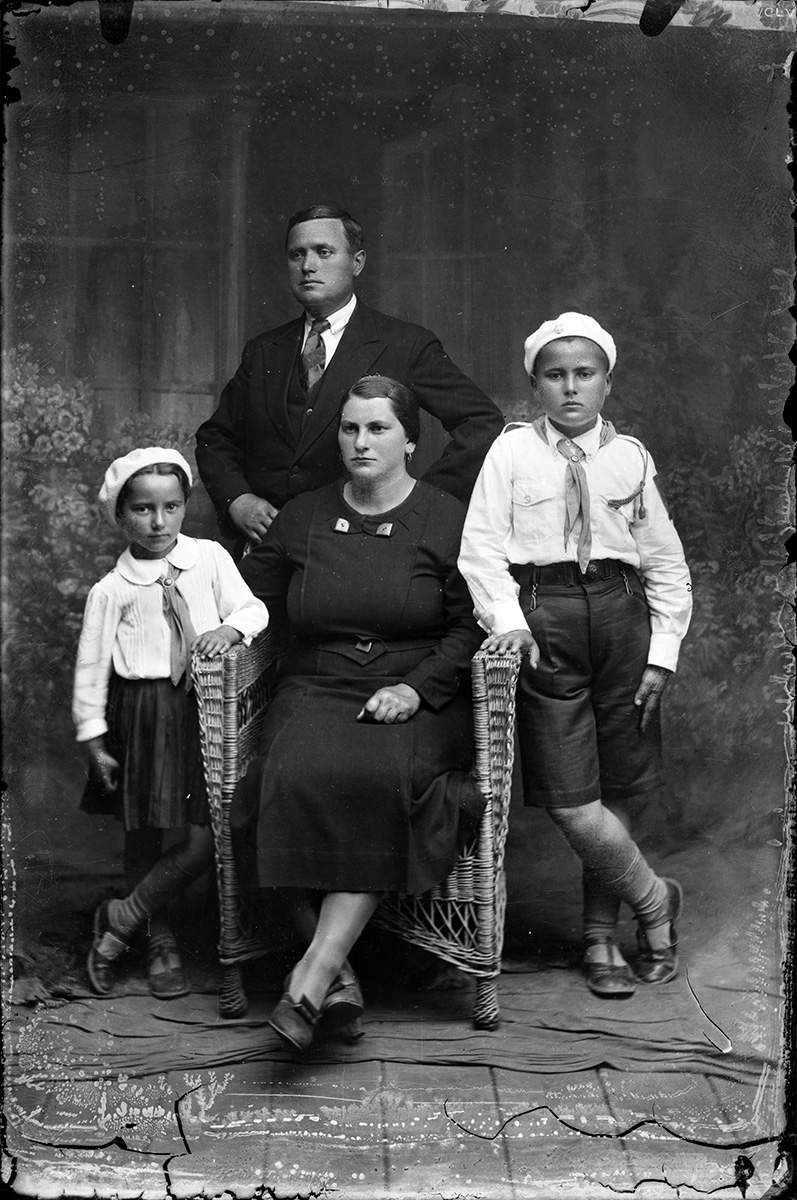
Soția Elena, soțul Costică și copiii (în uniformă de străjeri) Ecaterina și Alexandru Acsinte. Fotografia a fost făcută în studioul Foto-Splendid Acsinte.

Se căsătorește cu Elena Dumitru pe 23 decembrie 1926, iar la scurt timp după acest eveniment, reconstruiește o casă de pe strada Ianache, în Slobozia, lucrarea fiind gata abia în 1930 (casa va fi demolată în 1985). Costică Acsinte este tatăl a trei copii: Alexandru (Sandu), Ecaterina și Viorica.
În 1930 deschide un studio foto în centrul orașului, numit „Foto Splendid Acsinte“, pînă în 1950 folosind plăci de sticlă (cu precădere Agfa) pentru ca ulterior să treacă pe planfilm și film de 35mm și 120mm.
Anul 1960 este anul pensionării, studioul fiind demolat la scurt timp după acest eveniment.
După 1960, Costică Acsinte continuă să fotografieze în împrejurimile Sloboziei, în special în satul Grivița, deplasându-se foarte des pe bicicletă.
Moare pe 7 ianuarie 1984, fiind înmormântat în cimitirul Bora din Slobozia.
În 2009, lui Costică Acsinte i-a fost acordat titlul de Cetățean de onoare al Municipiului Slobozia.

## Operă
Costică Acsinte a lăsat în urma sa un număr de aproximativ 5.000 de negative fotografice pe plăci de sticlă, un număr mult mai mic de planfilme și un număr necunoscut de printuri fotografice - multe dintre ele aflate la familiile persoanelor ce au fost fotografiate de către Acsinte. Majoritatea printurilor poartă pe verso ștampila studio-ului „Foto Splendid Acsinte“.
În anul 2013 a fost inițiat un proiect de digitizare al operei fotografului, actualmente în domeniul public, cursul acestuia putînd fi monitorizat pe site-ul dedicat proiectului. Fotografiile digitale se regăsesc și în Flickr Commons.